# Championnat de Mauritanie de football 2024-2025
Navigation
Édition précédente Édition suivante
La saison 2024-2025 du Championnat de Mauritanie de football est la quarante-sixième édition de la Super Division 1, le championnat national de première division en Mauritanie. Les seize équipes se rencontrent deux fois au cours de la saison. À la fin du championnat, les deux derniers du classement sont relégués et remplacés par les deux finalistes du championnat de deuxième division.
Le FC Nouadhibou est le tenant du titre.

## Déroulement de la saison
Le championnat se déroule avec 16 équipes, avec deux équipes soudanaises invitées, Al Hilal et Al Merreikh SC rejoignent le championnat en raison de la guerre civile au Soudan.
Le FC Nouadhibou, le tenant du titre remporte de nouveau le titre de champion de Mauritanie en terminant à la deuxième place derrière le club soudanais d'Al Hilal celui-ci ne pouvant prétendre au titre. Le club soudanais a quand même été sacré champion d'honneur.

## Participants
- Nouakchott King's
- ASC SNIM
- ACS Ksar est renommé  FC Ksar
- AS Garde Nationale
- Chemal FC
- FC Nouadhibou
- FC Tevragh Zeïna
- Kaédi FC
- FC Inter Nouakchott
- ASC Gendrim
- AS Douanes
- AS Pompiers
- ASC Touldé - Promu de D2
- FC Nzidane - Promu de D2
- Al Hilal - invité
- Al Merreikh SC - invité

## Compétition
Le classement est établi sur le barème de points suivant : victoire à 3 points, match nul à 1, défaite à 0.
| Rang | Équipe              | Pts | J  | G  | N  | P  | Bp | Bc | Diff |
| ---- | ------------------- | --- | -- | -- | -- | -- | -- | -- | ---- |
| 1    | Al Hilal            | 67  | 30 | 20 | 7  | 3  | 55 | 18 | +37  |
| 2    | FC Nouadhibou T     | 61  | 30 | 17 | 10 | 3  | 37 | 13 | +24  |
| 3    | Chemal FC           | 51  | 30 | 14 | 9  | 7  | 37 | 23 | +14  |
| 4    | Nouakchott King's   | 50  | 30 | 12 | 14 | 4  | 36 | 25 | +11  |
| 5    | AS Douanes          | 49  | 30 | 12 | 13 | 5  | 39 | 30 | +9   |
| 6    | Al Merreikh SC      | 44  | 30 | 12 | 8  | 10 | 36 | 28 | +8   |
| 7    | FC Tevragh Zeïna    | 43  | 30 | 11 | 10 | 9  | 35 | 26 | +9   |
| 8    | AS Pompiers         | 38  | 30 | 9  | 11 | 10 | 31 | 30 | +1   |
| 9    | FC Inter Nouakchott | 37  | 30 | 9  | 10 | 11 | 31 | 37 | -6   |
| 10   | Kaédi FC            | 36  | 30 | 9  | 9  | 12 | 37 | 49 | -12  |
| 11   | ASC Gendrim         | 34  | 30 | 9  | 7  | 14 | 24 | 35 | -11  |
| 12   | ASC SNIM            | 32  | 30 | 8  | 8  | 14 | 24 | 28 | -4   |
| 13   | FC Nzidane P        | 30  | 30 | 6  | 12 | 12 | 31 | 42 | -11  |
| 14   | FC Ksar             | 29  | 30 | 7  | 8  | 15 | 19 | 31 | -12  |
| 15   | AS Garde Nationale  | 27  | 30 | 7  | 6  | 17 | 24 | 44 | -20  |
| 16   | ASC Touldé P        | 18  | 30 | 4  | 6  | 20 | 17 | 54 | -37  |

|  | Qualification pour la Ligue des champions 2025-2026                                        |
|  | Qualification pour la Coupe de la confédération 2025-2026                                  |
|  | Relégation                                                                                 |
|  | T : Tenant du titre C : Vainqueur de la Coupe de Mauritanie P : Promu de deuxième division |

## Bilan de la saison
| Championnat de Mauritanie de football 2024-2025 |                           |
| Champion                                        | FC Nouadhibou (13e titre) |
| Qualifications continentales                    |                           |
| Ligue des champions de la CAF 2025-2026         | FC Nouadhibou             |
| Coupe de la confédération 2025-2026             |                           |
| Promotions et relégations                       |                           |
| Promus en Première division                     |                           |
| Relégués en Deuxième division                   | AS Garde Nationale        |
| Relégués en Deuxième division                   | ASC Touldé                |